# Alejandro Osorio Uribe
Alejandro Osorio Uribe (Bogotá 26 de febrero de 1790 - ibidem 16 de marzo de 1863) fue un político colombiano.
Considerado prócer de la Independencia de Colombia.

## Biografía
Estudió en el Colegio del Rosario. En 1812 recibe el título de abogado. Para 1819 fue encargado como Alcalde de Bogotá luego de la Batalla de Boyacá. Además fue Secretario de Simón Bolívar y de Francisco de Paula Santander. Participó en el Congreso Constituyente de Cúcuta de 1821. Fue Secretario de Guerra y Hacienda durante la administración de Francisco de Paula Santander; más adelante pasó a ser Secretario de Interior de Colombia, durante el gobierno de Simón Bolívar como encargado y en el de Domingo Caycedo.
También se desempeñó como magistrado de la Corte Suprema de Justicia de la República de la Nueva Granada en 1833 y como Secretario de Gobierno durante la presidencia de Tomás Cipriano de Mosquera.